# Сердечник недотрога
Серде́чник недотро́га (лат. Cardámine impátiens) — как правило, двулетнее травянистое растение, вид рода Сердечник (Cardamine) семейства Капустные (Brassicaceae).

## Ботаническое описание
Двулетнее, редко однолетнее травянистое растение с единственным голым угловатым стеблем, ветвящимся в верхней половине, обычно около 25 см, иногда до 65(80—90) см высотой. Листья голые или с немногочисленными ресничками, прикорневые розеточные — рассечённые на 2—4 пары долек. Стеблевые листья в числе до 15(24), на черешках до 6 см длиной, в основании с ушками до 1 см длиной, с 6—9(12) парами долек; конечная долька округлая, яйцевидная, обратнояйцевидная или ланцетная, с зубчатыми или лопастными краями, 1—4 см длиной; боковые парные дольки сходные с конечной, уступают ей по размерам.

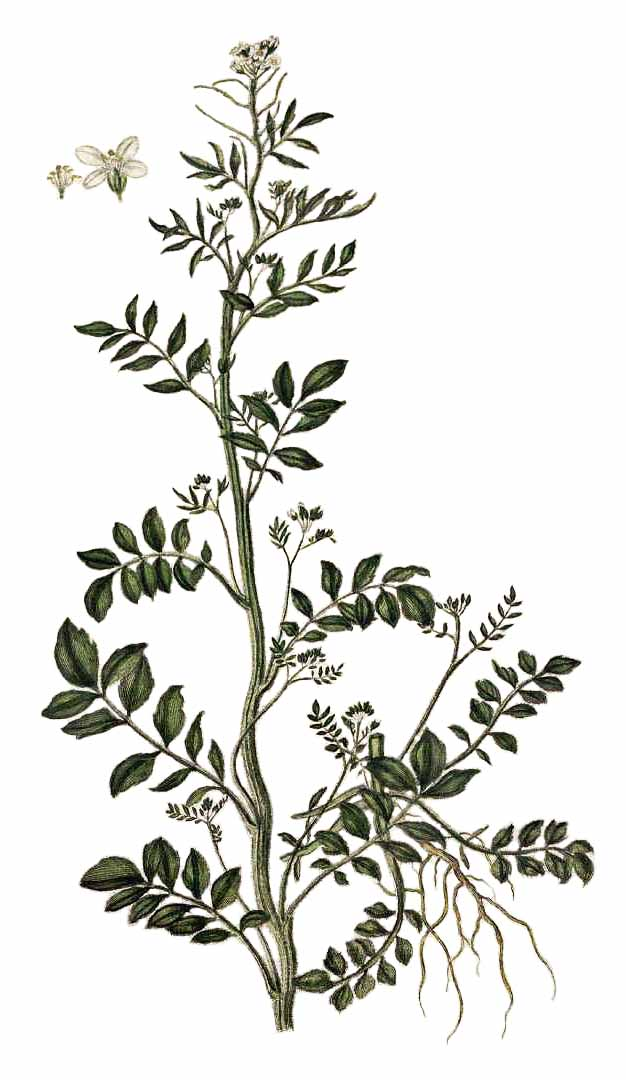
Ботаническая иллюстрация из книги «Flora Danica»

Цветки в верхушечной кисти, очень мелкие. Венчик из четырёх беловатых обратноланцетовидных лепестков 2,5 мм (до 4 мм) длиной, нередко отсутствует. Чашечка с четырьмя чашелистиками, каждый из которых около 1,5 мм длиной, продолговатой формы. Тычинки в числе шести, 2—3 мм длиной, с яйцевидными пыльниками.
Плоды — линейные стручки 2—3 см длиной, 1—1,5 мм шириной, голые или редковолосистые. Семена продолговатые, коричневые, до 1,5 мм длиной.

## Распространение и экология
Широко распространённый в Евразии вид, встречающийся в тенистых лесах, по берегам ручьёв и рек. Занесён в северо-восточную часть Северной Америки и в Южную Африку, где натурализовался.

## Значение и применение
В траве содержится 65,2—227,5 мг % аскорбиновой кислоты.
Домашними животными не поедается.

## Классификация

### Таксономия[4]
Cardamine impatiens  L., 1753, Sp. Pl. : 655
Вид Сердечник недотрога относится к роду Сердечник семейства Капустные (Brassicaceae) порядка Капустоцветные (Brassicales). Кладограмма в соответствии с Системой APG IV по состоянию на июнь 2023 года:
|  |                                      |  |                                   |                                   |                     |  | ещё 16 семейств | ещё 16 семейств |                         |  |                        |  | еще 252 подтвержденных вида и 55 видов, ожидающих подтверждения | еще 252 подтвержденных вида и 55 видов, ожидающих подтверждения |  |
|  |                                      |  |                                   |                                   |                     |  | ещё 16 семейств | ещё 16 семейств |                         |  |                        |  | еще 252 подтвержденных вида и 55 видов, ожидающих подтверждения | еще 252 подтвержденных вида и 55 видов, ожидающих подтверждения |  |
|  |                                      |  |                                   | порядок Капустоцветные            |                     |  |                 |                 | род Сердечник           |  |                        |  |                                                                 |                                                                 |  |
|  |                                      |  |                                   | порядок Капустоцветные            |                     |  |                 |                 | род Сердечник           |  | 1 внутривидовой таксон |  |                                                                 |                                                                 |  |
|  | отдел Цветковые, или Покрытосеменные |  |                                   |                                   | семейство Капустные |  |                 |                 | вид Сердечник недотрога |  |                        |  |                                                                 |                                                                 |  |
|  | отдел Цветковые, или Покрытосеменные |  |                                   |                                   |                     |  |                 |                 |                         |  |                        |  |                                                                 |                                                                 |  |
|  |                                      |  | ещё 63 порядка цветковых растений | ещё 63 порядка цветковых растений |                     |  |                 | ещё 354 рода    | ещё 354 рода            |  |                        |  |                                                                 |                                                                 |  |
|  |                                      |  |                                   | ещё 63 порядка цветковых растений |                     |  |                 |                 | ещё 354 рода            |  |                        |  |                                                                 |                                                                 |  |

### Синонимы
- Cardamine apetala  Gilib.
- Cardamine apetala  Moench
- Cardamine basisagittata  W.T.Wang
- Cardamine brachycarpa  Opiz
- Cardamine dasycarpa  M.Bieb.
- Cardamine glaphyropoda  O.E.Schulz
- Cardamine glaphyropoda var. crenata  T.Y.Cheo  &  R.C.Fang
- Cardamine impatiens f. humilis  Peterm.
- Cardamine impatiens subsp. elongata  O.E.Schulz
- Cardamine impatiens subsp. impatiens
- Cardamine impatiens var. acutifolia  Knaf
- Cardamine impatiens var. angustifolia  O.E.Schulz
- Cardamine impatiens var. dasycarpa  (M.Bieb.)  T.Y.Cheo  &  R.C.Fang
- Cardamine impatiens var. eriocarpa  DC.
- Cardamine impatiens var. fumaria  H.Lév.
- Cardamine impatiens var. impatiens
- Cardamine impatiens var. longipes  Hatus.
- Cardamine impatiens var. microphylla  O.E.Schulz
- Cardamine impatiens var. minor  Rouy  &  Foucaud
- Cardamine impatiens var. obtusifolia  Knaf
- Cardamine impatiens var. pilosa  O.E.Schulz
- Cardamine impatiens var. tenuissima  Honda
- Cardamine miyabei  Matsum.
- Cardamine nakaiana  H.Lév.
- Cardamine saxatilis  Salisb.
- Cardamine senanensis  Franch.  &  Sav.
- Crucifera impatiens  E.H.L.Krause
- Ghinia impatiens  Bubani